# Béla Schick
Béla Schick (ur. 16 lipca 1877 w Balatonboglárze – zm. 6 grudnia 1967 w Nowym Jorku) – amerykański pediatra węgierskiego pochodzenia, który zajmował się badaniami nad alergią i odpornością.
Był synem żydowskiego kupca branży zbożowej i wychowywał się w Balatonboglárze. W Grazu rozpoczął kształcenie medyczne. W latach 1902–1923 był związany z wydziałem lekarskim Uniwersytetu Wiedeńskiego.
 
W badaniach nad odpornością wraz z innym badaczem Klemensem Pirquetem użyli po raz pierwszy określenia alergia. Powszechne uznanie zyskał po odkryciu odczynu skórnego pozwalającego określić wrażliwość na błonicę (tzn. test Schicka). Od roku 1923 kierował oddziałem dziecięcym Szpitala Mount Sinai w Nowym Jorku, od roku 1936 był także profesorem na Columbia University. W latach 1950–1962 był kierownikiem oddziału dziecięcego szpitala Beth-El w Nowym Jorku. Jego późniejsze zainteresowania zawodowe dotyczyły żywienia noworodków i zaburzeń odżywiania u dzieci.

## Najważniejsze prace
- Die Serumkrankheit (z K.Pirquetem, 1905)